# Norbert Gregorz
Norbert Gregorz (* 8. September 1967 in Schwerin) ist ein ehemaliger deutscher Handballspieler und -funktionär sowie heutiger Handballtrainer. Derzeit trainiert er die HSG Gevelsberg-Silschede. Als Spieler war er unter anderem in der DDR-Oberliga und der Bundesliga aktiv. Zudem war er ein Jahr lang Manager des Zweitligisten SG Solingen.

## Karriere
Gregorz begann 1974 bei der TSG Wismar mit dem Handballspielen. Nachdem er auf die Kinder- und Jugendsportschule in Rostock gewechselt war, spielte er fortan beim SC Empor Rostock. Mit dem Verein gewann er 1988 und 1989 den FDGB-Pokal. 1990 verpflichtete ihn der Zweitligist TSV GWD Minden. Am Ende des fünfjährigen Engagements konnte er 1995 den Aufstieg in die Bundesliga feiern. Gregorz blieb jedoch in der 2. Bundesliga und schloss sich dem LTV Wuppertal an. Hier gelang ihm 1997 ebenfalls der Bundesliga-Aufstieg. 1998 wechselte er wieder in die Zweitklassigkeit zur TSG Bielefeld, wo er ab Oktober 1999 als Spielertrainer fungierte. Nach seiner Entlassung im April 2002 spielte er noch für die HSG Schwerte-Westhofen und erneut für den LTV Wuppertal. Im Jahr 2005 beendete er seine Spieler-Karriere und übernahm den Manager-Posten bei der SG Solingen, wo er parallel im November 2005 bis zum Saisonende als Trainer einsprang. Da zur Saison 2006/07 die Profi-Abteilung zum neuen Verein Bergischer HC fusionierte, wurde Gregorz erster Trainer des Vereins. Im Dezember 2007 wurde er entlassen und wechselte für die Saison 2008/09 zum VfL Eintracht Hagen. In der Saison 2010/2011 betreute er den LTV Wuppertal und danach fast vier Jahre die Cronenberger TG. Von 2016 bis zu seinem Rücktritt im Januar 2017 trainierte er die Mannschaft von ART Düsseldorf und ist seit Beginn der Saison 2017/18 Trainer der HSG Gevelsberg-Silschede.

## Erfolge
- FDGB-Pokalsieger (2): 1988, 1989
- Aufstieg in die Bundesliga (2): 1995, 1997